# ベン・チャップリン
ベン・チャップリン（Ben Chaplin, 本名: Benedict Greenwood, 1970年7月31日 - ）はイギリスの俳優。

## 来歴
ロンドン出身。父親はエンジニア、母親は教師。ギルドホール音楽演劇学校を卒業し、映画と舞台の両方で活躍している。
2004年には舞台"The Retreat from Moscow"でトニー賞にノミネートされた。

## 主な出演作品
- 日の名残り The Remains of the Day (1993)
- 好きと言えなくて The Truth About Cats & Dogs (1996)
- シン・レッド・ライン The Thin Red Line (1998)
- ロスト・ソウルズ Lost Souls (2000)
- バースデイ・ガール Birthday Girl (2002)
- 完全犯罪クラブ Murder by Numbers (2002)
- ニュー・ワールド The New World (2005)
- ラスト・トゥ・ウィークス Last two weeks (2006)
- ウォーター・ホース The Water Horse: Legend of the Deep (2007)
- 僕と彼女とオーソン・ウェルズ Me and Orson Welles (2009)
- ロンドン・ブルバード -LAST BODYGUARD- London Boulevard (2010)
- Virginia/ヴァージニア Twixt (2011)
- シンデレラ Cinderella (2015)
- マッド・ドッグス Mad Dogs (2016)
- チルドレン・アクト The Children Act (2017)
- 王への手紙 The Letter for the King （2020）
- ザ・ネバーズ The Nevers (2021-)
- セプテンバー5 September 5 (2024)